# Datorstött samarbete
Datorstött samarbete eller Social computing är ett område inom datavetenskap som handlar om digitala system som stödjer socialt beteende. Med hjälp av mjukvara och teknik kan man skapa eller återskapa sociala konventioner och sociala sammanhang. Exempel på datorstött samarbete är bloggar, e-post, sociala medier, snabbmeddelanden, sociala nätverk, wikis..

## Historia
Datorstött samarbete introducerades på 1960-talet då datorer började att  användas för kommunikation och inte bara för beräkningar. Ett område inom datorstött samarbete är ”Computer Supported Cooperative Work” (CSCW) som innebär att människor kan ta hjälp av varandra och utveckla något tillsammans i ett system. Detta arbetssätt började användas år 1984.